# Kirongwe (Mwanga)
Kirongwe ist ein Verwaltungsbezirk (Ward) des Distrikts Mwanga in der tansanischen Region Kilimandscharo.

## Geografie
Kirongwe liegt im Nordosten von Tansania rund 55 Kilometer Luftlinie südöstlich der Regionshauptstadt Moshi. Der Bezirk liegt im nördlichen Pare-Gebirge und grenzt im Norden in einem Punkt an Jipe, im Osten an Kigonigoni, im Süden an Chomvu und im Westen an Kighare.
Bei der Volkszählung 2022 lebten 4559 Menschen in 1239 Haushalten auf einer Fläche von 15,9 Quadratkilometern.

## Gliederung
Der Bezirk besteht aus fünf Gemeinden (Mtaa) mit 17 Orten (Kitongoji):
| Mbore - Mbore - Mbale - Mareti - Kilimanjaro | Lomwe - Kirongwe - Mbale - Lomwe - Mwerera | Kiriche - Mfinga - Ndeme - Mtii - Some | Vuagha - Vuagha Kati - Mrumi - Kisombogho | Mwero - Mwero - Mshiraghi |

## Wirtschaft und Infrastruktur
- Gesundheit: In den Gemeinden Mbore und Vuagha gibt es je eine staatliche Apotheke.[8][9]
- Bildung. Die Kirongwe Secondary School und die Usangi Secondary School sind staatliche weiterführende Schulen mit einer Ausbildung bis zur 4. Stufe.[10][11]